# Selångers landskommun
Selångers landskommun var en tidigare kommun i Västernorrlands län.

## Administrativ historik
Kommunen bildades i Selångers socken i Medelpad, när 1862 års kommunalförordningar trädde i kraft.
Vid kommunreformen 1952 bildade den storkommun genom sammanläggning med förutvarande Sättna landskommun.
Den 1 januari 1963 överfördes från Selångers landskommun och Selångers församling ett område med 419 invånare och omfattande en areal av 6,84 kvadratkilometer land till Sundsvalls stad och Sundsvall Gustav Adolfs församling.
Som ett led i bildandet av Sundsvalls kommun gick Selångers landskommun den 1 januari 1965 upp i Sundsvalls stad som 1971 ombildades till Sundsvalls kommun.
Kommunkod 1952-1964 var 2205.

### Kyrklig tillhörighet
I kyrkligt hänseende tillhörde kommunen Selångers församling. 1 januari 1952 tillkom Sättna församling.

## Kommunvapnet
Blasonering: Sköld kvadrerad av blått och silver, upptagande i fält 1 två stolpvis ordnade fiskar av silver, den översta vänstervänd och i fält 4 ett vattenhjul av silver.
Fiskarna symboliserade Selånger och vattenhjulet Sättna. Vapnet, som komponerades av stadsarkitekten Hans Schlyter, fastställdes 1962. Redan 1965 upphörde kommunen, då den gick upp i Sundsvall.

## Geografi
Selångers landskommun omfattade den 1 januari 1952 en areal av 369,80 km², varav 360,50 km² land.

### Tätorter i kommunen 1960
I Selångers landskommun fanns del av tätorten Sundsvalla, som hade 2 736 invånare i kommunen den 1 november 1960. Tätortsgraden i kommunen var då 43,0 procent.

## Politik

### Mandatfördelning i valen 1938-1962
| 11 | 10 |

| 21 |

| 1 | 11 | 9 |

| 20 |

| 2 | 10 | 9 |

| 19 |

|  | 17 | 10 | 7 |

| 31 |

|  | 17 | 8 | 7 | 2 |

| 29 | 6 |

|  | 16 | 10 | 5 | 3 |

| 31 |

|  | 18 | 8 | 6 | 2 |

| 30 | 5 |